# IRAK1BP1
IRAK1BP1 (англ. Interleukin 1 receptor associated kinase 1 binding protein 1) – білок, який кодується однойменним геном, розташованим у людей на 6-й хромосомі. Довжина поліпептидного ланцюга білка становить 260 амінокислот, а молекулярна маса — 29 106.
| 10         |  | 20         |  | 30         |  | 40         |  | 50         |
| ---------- |  | ---------- |  | ---------- |  | ---------- |  | ---------- |
| MSLQKTPPTR |  | VFVELVPWAD |  | RSRENNLASG |  | RETLPGLRHP |  | LSSTQAQTAT |
| REVQVSGTSE |  | VSAGPDRAQV |  | VVRVSSTKEA |  | AAEAKKSVCR |  | RLDYITQSLQ |
| QQGVQAENIT |  | VTKDFRRVEN |  | AYHMEAEVCI |  | TFTEFGKMQN |  | ICNFLVEKLD |
| SSVVISPPQF |  | YHTPGSVENL |  | RRQACLVAVE |  | NAWRKAQEVC |  | NLVGQTLGKP |
| LLIKEEETKE |  | WEGQIDDHQS |  | SRLSSSLTVQ |  | QKIKSATIHA |  | ASKVFITFEV |
| KGKEKRKKHL |  |            |  |            |  |            |  |            |

A: Аланін

C: Цистеїн

D: Аспарагінова кислота

E: Глутамінова кислота

F: Фенілаланін

G: Гліцин

H: Гістидин

I: Ізолейцин

K: Лізин

L: Лейцин

M: Метіонін

N: Аспарагін

P: Пролін

Q: Глутамін

R: Аргінін

S: Серин

T: Треонін

V: Валін

W: Триптофан

Кодований геном білок за функцією належить до фосфопротеїнів. 
Задіяний у таких біологічних процесах, як транскрипція, регуляція транскрипції. 
Локалізований у цитоплазмі, ядрі.